# Татјана Венчеловски
Татјана Венчеловски (Сремска Митровица, 8. мај 1965) српска је глумица и књижевница.

## Младост и почеци
Рођена је у Сремској Митровици. Средњу школу је завршила као ђак генерације, а Факултет драмских уметности у Београду је уписала из првог пута и завршила га уз награду "Мата Милошевић". Студирала је у првој класи професора Владимира Јевтовића, са Весном Тривалић, Срђаном Тодоровићем, Драганом Бјелогрлићем, Милорадом Мандићем Мандом, Мирјаном Јоковић, Слободаном Нинковићем, Бранком Пујић, Драганом Петровићем Пелетом, Душанком Стојановић Глид, Дарком Томовићем, Весном Станојевић. Играла је двадесетак улога у позоришту, на телевизији и филму. У једном моменту, престала је да се бави глумом, не мислећи да ће то бити на дуже време, a вратила се на сцену 2004. године улогом у представи Сигурна кућа у Српском народном позоришту у Новом Саду. Радила је четири године као новинар и водитељ на ТВ Панонија и на ТВ Аполo у Новом Саду, a потом се седам година бавила односима с јавношћу у Нафтној индустрији Србије.

## Важне улоге
Прву позоришну улогу одиграла је у представи Арсеник и старе чипке када је заменила Тању Бошковић. Играла је у култним представама „Буђење пролећа“, „Баал“, „Драга Јелена Сергејевна“, „Дозивање птица“ ... у Југословенском драмском позоришту, „Отац“ у Атељеу 212, „Урнебесна трагедија“ у Звездара театру и др. На ТВ оставила је пар значајних улога, Веру у серији Заборављени Малу у серији „Доме слатки доме“ и Миру у серији Јелена.

## Татјана Венчеловски данас
Татјана се, од 2014. године, поново посветила глуми, остварујући улоге у ТВ серијама и фимовима. Објавила је, такође, збирку песама „Тамо, у животу“ (2004), књигу кратких лирских прича „Исидорин шал“ (2012), и збирку песама "Ошишано сунце" (2016). Једно време била је и водитељ радио емисија на програму Радио Београда 202.

## Филмографија
| Год.       | Назив                         | Улога               |
| ---------- | ----------------------------- | ------------------- |
| 1980.-те   |                               |                     |
| 1987.      | Већ виђено                    | Млађа девојка       |
| 1989.      | Songlines                     |                     |
| 1989.      | Доме, слатки доме             | Мала                |
| 1989.      | Почетни ударац                | Вера                |
| 1990.-те   |                               |                     |
| 1990.      | Баал                          |                     |
| 1991.      | Заборављени (ТВ серија)       | Вера                |
| 2000.-те   |                               |                     |
| 2004.      | Јелена (ТВ серија)            | Мира                |
| 2010.-те   |                               |                     |
| 2014.      | Пети лептир                   | наставница историје |
| 2015.      | Петља                         | Тања                |
| 2015.      | Синђелићи (ТВ серија)         | Натали              |
| 2015–2016. | Вере и завере (ТВ серија)     | Катарина Шнел       |
| 2016–2020. | Војна академија (ТВ серија)   | Калиопе             |
| 2018.      | Јутро ће променити све        | Миљана              |
| 2019.      | Александра                    | Драгиња             |
| 2019.      | Небојша Челик шоу (ТВ серија) | лекторка            |
| 2019.      | Црвени месец                  | Јелка Станимировић  |
| 2019.      | Слатке муке                   | директорка хотела   |
| 2019.      | Мочвара                       | жртва               |
| 2020.-те   |                               |                     |
| 2020.      | Ургентни центар               | Флора Фаф           |
| 2020.      | Лихвар                        | Мирјана             |
| 2021.      | Време зла (ТВ серија)         | Јагода              |
| 2022.      | Метаморфозе                   |                     |
| 2024.      | Време смрти (ТВ серија)       | Селена              |